# Estación de Pekín Norte
La Estación de ferrocarril Beijingbei (Pekín Norte) (en chino, 北京北站; pinyin, Běijīngběi Zhàn), conocida anteriormente como Estación de ferrocarril Xizhimen (en chino tradicional, 西直門站; en chino simplificado, 西直门站; pinyin, Xīzhímén Zhàn), es una estación de ferrocarril en Beijing. Fue construido en 1905 como una de las estaciones originales en el ferrocarril Jingzhang (parte del antiguo ferrocarril Beijing-Baotou).
El 31 de octubre de 2016, la estación cerró por reformas. El 30 de diciembre de 2019, la estación se convirtió en el término del ferrocarril interurbano Beijing-Zhangjiakou de alta velocidad, que es una sección de la línea dedicada a pasajeros Beijing-Baotou.